# Javier Corcuera (biólogo)
Javier Francisco Corcuera (19 de octubre de 1958) es un biólogo, político ambiental, investigador y consultor. Conocido en los últimos años por actuar como moderador o coordinador de audiencias públicas de importancia nacional, entre 2010 y 2013 ocupó la Presidencia de la Agencia de Protección Ambiental (APrA) del Gobierno de la Ciudad de Buenos Aires y posteriormente en 2016 y 2017 fue Secretario de Medio Ambiente del municipio bonaerense de Pilar.
Javier Corcuera obtuvo la licenciatura en Ciencias Biológicas en la Facultad de Ciencias Exactas y Naturales de la Universidad de Buenos Aires. Fue reconocido con el primer premio a una publicación de divulgación científica, otorgado por ADIRA (Asoc. Argentina de Diarios y Revistas) en 1987 y desde entonces ha producido libros y artículos de opinión, y es requerido en temas ambientales por diversos medios.

## Resumen
Javier Corcuera se especializa en temas ambientales. Impulsor del diálogo multisectorial para el ordenamiento territorial con base ambiental, de las áreas protegidas y de una mayor participación de las energías renovables en la matriz energética argentina, ha actuado en numerosas ocasiones desde cargos directivos de ONG y gobiernos para el avance de estos objetivos.
Desde su cargo de director de la Fundación Vida Silvestre Argentina, impulsó varios ejercicios de ordenamiento en el uso del territorio, ayudando a resolver algunos conflictos socio-ambientales (p.ej., en Salta, Jujuy y Misiones). En ese cargo generó el primer acuerdo entre el sector empresario y el de la sociedad civil para el reciclado integral de baterías de teléfonos celulares (Movistar/Unifon-Fundación Vida Silvestre Argentina, en 1998, instalando el concepto de responsabilidad extendida del productor y de su rol en el reciclado de lo que vende). Durante ese período introdujo en la Argentina nuevos mecanismos globales de mercado responsable con control social, como la certificación socio-ambiental forestal del Forest Stewardship Council (FSC) y la certificación de productos pesqueros sustentables (Marine Stewardship Council), organización de la que fue el primer miembro latinoamericano en su Directorio Mundial. Lideró la creación y consolidación de áreas protegidas estatales y privadas.
Agencia de Protección Ambiental (APRA) del Gobierno de la Ciudad de Buenos Aires
Javier Corcuera es considerado hoy un ambientalista de referencia, destacándose su experiencia en áreas protegidas, energías limpias,  acceso y distribución de agua potable, productos sostenibles, consumo responsable, planificación territorial, resolución de conflictos ambientales, legislación ambiental y cambio climático.

## Historia laboral
- Consultor en política ambiental y solución de conflictos / Consultant on environmental policies and conflict resolution
- Secretario de Medio Ambiente, Municipalidad de Pilar / Environment Secretary, Pilar Municipality, Buenos Aires Province, Argentina 2016 - 2017
- Presidente APRA junio de 2010 – 2012
- Miembro de la Comisión Directiva / Board member Sumando Argentina 2008 – 2010 (2 años)
- Miembro del Directorio / Board member Marine Stewardship Council 2006 – junio de 2010 (4 años)
- Miembro del Directorio / Board member Jorge Giacobbe y Asociados 2008 – mayo de 2010 (2 años)
- Miembro del Directorio / Board member HelpArgentina 2005 – 2009 (4 años)
- Programa Costas y Agua, Representante para América Latina AVINA 2006 – 2008 (2 años)
- Persona contacto en Argentina Forest Stewardship Council 1998 – 2006 (8 años)
- Director general Fundación Vida Silvestre 1997 – 2007 (10 años)
- Fue becario de investigación en el Conicet y trabajó en el Museo Argentino de Ciencias Naturales.

## Obra
Como representante para América Latina en Costas y Agua AVINA, desarrolló la alianza CARE-AVINA para apoyar liderazgos comunitarios que exhiben buenas prácticas en acceso, distribución y administración de redes de agua potable y segura.
Introdujo el Forest Stewardship Council en la Argentina. Lideró el desarrollo del primer borrador de Estándares para Plantaciones en la Argentina.
En su desempeño como director general en Fundación Vida Silvestre durante 9 años promovió la certificación voluntaria de productos sostenibles (FSC, MSC), cumplió un papel clave en la solución positiva de algunos conflictos ambientales importantes (p.ej., el del gasoducto Norandino y el de la deforestación con fines agrícolas en Pizarro, Salta), promovió nuevas leyes (p.ej., la del Corredor Verde, en Misiones), así como el desarrollo de visiones regionales de planificación territorial en el NOA, el NEA, Patagonia y la región pampeana, formando equipos que lograron involucrar más 500 ONG, universidades e instituciones gubernamentales de la Argentina, Brasil, Chile, Paraguay y Uruguay.
Lideró la creación y consolidación de áreas protegidas estatales y privadas (entre ellas, parque nacional Monte León, parque nacional Campos del Tuyú, Reserva nacional El Nogalar, parque Provincial Pintascayo, Reserva Privada Urugua-í, Reserva de Vida Silvestre San Pablo de Valdés). Bajo su liderazgo la fundación evitó Creó el concepto de un área protegida en alta mar pensada para la pesca responsable, y no en su contra. Miembro de delegaciones de WWF en 3 Convenciones mundiales sobre Cambio Climático. Miembro del Programme Committee de WWF (su cuerpo global de toma de decisiones) durante 4 años. Mayor resultado de fundraising logrado para un proyecto: 2.891.248 euros (2004). Apoyó también al Fondo para las Américas en la Argentina. También apoyó, desde esa ONG, la Reserva Ecológica de Costanera Sur consiguiendo importantes donaciones para su infraestructura.
En su desempeño como Director Ejecutivo de la organización no gubernamental Fundación Vida Silvestre, colaboró en el dictado de la ley 7654 en 2010, donde la provincia de Salta cedió a la Nación las 7875 hectáreas de la Reserva nacional Pizarro destinadas a la creación de un área protegida de jurisdicción nacional. En estas tierras se encontraba afectado el ecosistema por la amenaza de la expansión de la frontera agropecuaria. Además, allí vive una comunidad Wichí de alrededor de 60 personas, cuya supervivencia depende directamente de los recursos que le brindan estos bosques.
En 2006 publicó el libro “La selva misteriosa” con el apoyo de la Fundación Vida Silvestre Argentina. En él se explaya acerca de la investigación que hizo en el noroeste argentino, específicamente en el área de las Yungas, enfocándose de lleno en: la descripción de su paisaje, de su flora y de su fauna, de los antiguos pobladores, de las tradiciones, de las contradicciones en sus escenarios, de riqueza en recursos y de la pobreza de su población, y del uso que actualmente se la da a esta parte del territorio que constituye una de las reservas más grandes de biodiversidad de la Argentina.

## Gestión en APRA
“Programa Buenos Aires Produce más Limpio”. Se firmó el convenio de inclusión de AMIA al “Programa Buenos Aires Produce más Limpio” que lleva adelante la APRA. El objeto del acuerdo es promover la adopción de tecnologías, procesos, productos y servicios que permitan armonizar de manera eficiente el crecimiento económico, social y la protección ambiental en la Ciudad Autónoma de Buenos Aires, basados en los principios de producción limpia.
“Consumo responsable”. La Agencia de Protección Ambiental promueve el establecimiento de medidas que incentiven el consumo responsable en todo el ámbito de la Ciudad generando políticas de compras, prestando capacitaciones, fomentando la adopción de técnicas de re uso y reciclado, creando mecanismos de gestión de residuos peligrosos domiciliarios, etc.
“Plan de Reducción de Bolsas y de Sustitución de Sobres No Biodegradables”. La APrA aprobó el Plan de Reducción de Bolsas y de Sustitución de Sobres No Biodegradables, con el objetivo principal de contribuir a la reducción de la generación de residuos en la Ciudad.
“Educación Ambiental”. La Agencia de Protección Ambiental promueve la construcción de un saber ambiental en la comunidad. Esto implica orientar procesos tendientes a la formación en valores, a la adquisición de conocimientos y al desarrollo de actitudes que permita formar competencias que conduzcan hacia el desarrollo sustentable basado en el respeto por la diversidad biológica y cultural.

## Su papel en audiencias públicas del Estado
Desde que asumió el actual gobierno, la figura de la audiencia pública como mecanismo para debatir abiertamente algunos temas claves de la gestión del estado nacional se ha aplicado con cierta frecuencia. Primero fue la maratónica audiencia pública sobre el nuevo esquema tarifario del gas, luego las de tarifas eléctricas, las de tarifas y expansión de los servicios de agua y saneamiento de AYSA, las audiencias sobre nuevas rutas aéreas de los servicios aerocomerciales, la que trató en el Congreso de la Nación los impactos de las represas proyectadas sobre el río Santa Cruz, la que debatió poner un tope a los costos de servicios de practicaje en los puertos argentinos y varias más. Incluso tomaron estado público algunos reclamos de carácter vecinal pero con impacto sobre políticas nacionales, como la audiencia pública en la que se debatieron los conflictos en torno a la reactivación del aeropuerto El Palomar y los vuelos low cost. 
Javier Corcuera moderó todas ellas, invitado por el gobierno nacional. Su visión y determinación han ayudado, en más de un caso, a mejorar planes de gobierno sobre los temas debatidos en esas audiencias, demostrando que coordinar o moderar una audiencia pública puede ir más allá de una simple tarea logística en un evento político.